# Приколисты в дороге
«Приколи́сты в доро́ге» (англ. Bad Trip) — американская комедия режиссёра Китао Сакурая, снятая «скрытой камерой». Люди, с которыми в кадре взаимодействуют главные герои (Эрик Андре и Лил Рел Хауэри), не знали о том, что их снимают, поэтому все их реакции — реальные.
Премьера фильма должна была состояться в South by Southwest 14 марта 2020 года, а театральный релиз Orion Pictures 17 апреля 2020 года, но был отложен на неопределенный срок из-за пандемии COVID-19. Он был случайно выпущен на Amazon Prime Video 17 апреля 2020 года и был спирачен до его официального релиза. Позже фильм был продан Netflix, которая выпустила его 26 марта 2021 года. Фильм получил в целом положительные отзывы критиков.

## Сюжет
Два лишенных сомнения, страха и интеллекта закадычных друга мечтают отправиться в крутейший трип. Для этого они «арендуют» тачку сестры одного из парней, пока та мотает срок в исправительном учреждении. Сказано — сделано, и чудаки уже рассекают на розовом авто с загадочной аббревиатурой BADBITCH вместо номерного знака, шокируя своими выходками мирных граждан. Но вот незадача, сеструха сбегает из тюрьмы, и все, что она хочет — получить назад свою любимую машину…

## В ролях
- Эрик Андре — Крис Кэри
- Лил Рел Хауэри — Бад Мэлоун
- Тиффани Хэддиш — Трина Мэлоун
- Микаэла Конлин — Мария Ли

## Производство
Во время работы над картиной Андре посещал семинары Роберта Макки по созданию историй, а также консультировался с режиссёром и продюсером Джеффом Тремейном и комиком Нейтаном Филдером. Когда фильм был закончен, Андре показал его Саше Барону Коэну.
Музыку к фильму написал композитор Людвиг Йоранссон, обладатель премии «Оскар» за работу над фильмом «Чёрная пантера».

## Маркетинг
Первый оригинальный трейлер фильма был опубликован в интернете компанией Orion Pictures 11 марта 2020 года.